# Miletínská modlitbička

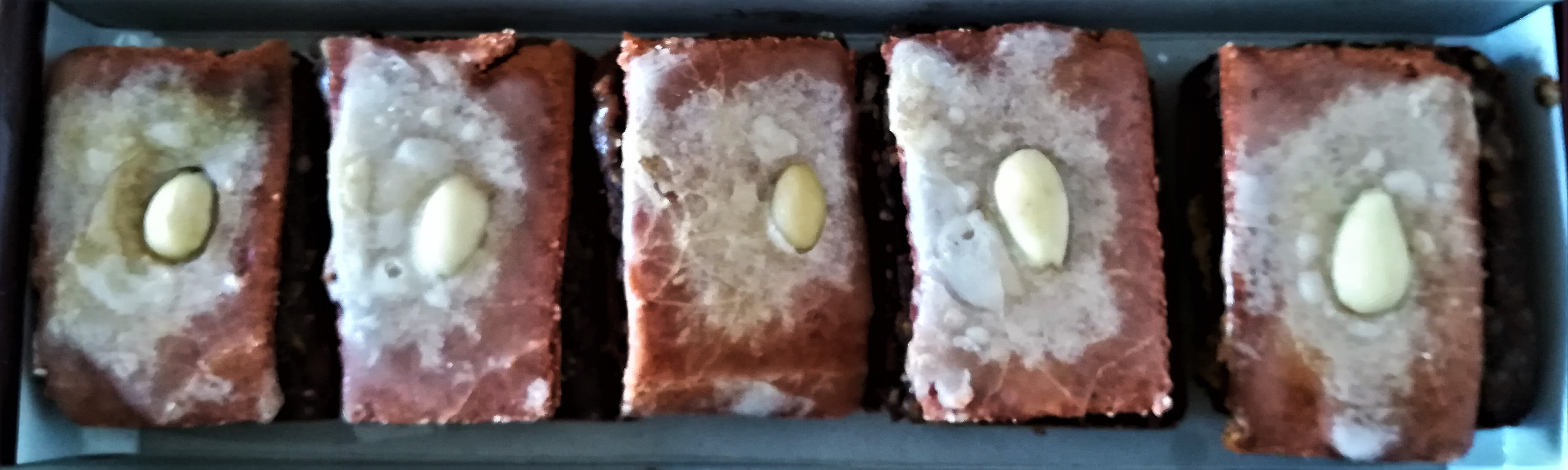
Miletínské modlitbičky od Laušmana

Miletínská modlitbička – zdobione ciastka piernikowe, czeski przysmak regionalny charakterystyczny dla miasta Miletín.
Twórcą specjału był miletínski piernikarz Josef Erben (1802–1889), który wzorował się na popularnych katolickich modlitewnikach (modlitbičkach) kieszonkowego rozmiaru. Na pomysł wypieku wpadł w 1864, a jego osnową był widok kobiet wracających z niedzielnej mszy z modlitewnikami w ręku. Drugim cukiernikiem, który rościł sobie pretensje do wymyślenia ciastek był cukiernik Laušman. Między oboma rzemieślnikami toczył się długotrwały spór o prawo do nazwy i receptury, ostatecznie zakończony przyznaniem praw do nich obu wytwórcom. Dziś zakupić można dwa oryginalne wyroby o nazwie: Miletínské modlitbičky (Erben) i Miletínské modlitbičky (Laušman).
Na ciasto składa się miodowy piernik z nadzieniem orzechowym i marcepanem, na którym znajduje się płatek z białka jajecznego z dodanymi przyprawami. W środku ciasta umieszczona jest połówka migdała. Całość przypomina małą książeczkę do modlitwy. Wypiek stał się szybko popularny i zdobył nagrody na wystawie przemysłowej w Hradcu Královym w 1894 i na wystawie czeskiego północnego wschodu w Hořicach w 1903. Kolejne nagrody przyznano wyrobowi w latach trzydziestych XX wieku na wystawach w Novej Pace, Dvůr Králové nad Labem, Trutnovie i Jaroměři. Był wysyłany na eksport do Austrii, Niemiec i Francji. Częstowano nimi prezydenta Tomáša Masaryka podczas jego wizyty w Miletínie i Hořicach 10 lipca 1926 (otwierał wówczas wieżę niepodległości w tym drugim mieście). Modlitewniczki wspomina z jiczynskich jarmarków w dzieciństwie Jaroslav Seifert w swojej powieści Wszystkie uroki świata.
Pierwotnie ciastka wypiekano w drewnianych formach, każde w osobnej. Obecnie pieczone są na dużych blachach, a potem krojone.